# Белоярское муниципальное образование
Белоярское муниципальное образование — сельское поселение в Новобурасском районе Саратовской области России.
Административный центр — посёлок Белоярский.

## История
Создано в 2005 году. В 2013 году в его состав были включены все населённые пункты упразднённого Малоозёрского муниципального образования.

## Население
| 2010  | 2012  | 2013  | 2014  | 2015  | 2016  | 2017  |
| ----- | ----- | ----- | ----- | ----- | ----- | ----- |
| 1489  | ↘1459 | ↘1414 | ↗2464 | →2464 | ↗2468 | ↘1178 |
| 2018  | 2019  | 2020  | 2021  |       |       |       |
| ↘1132 | ↘1110 | ↘1060 | ↗2547 |       |       |       |

## Населённые пункты
В состав сельского поселения входят 9 населённых пунктов:
| № | Населённый пункт | Тип     | Население |
| - | ---------------- | ------- | --------- |
| 1 | Белоярский       | посёлок | ↗1248     |
| 2 | Вихляйка         | посёлок | ↘142      |
| 3 | Жедринка         | село    | 43        |
| 4 | Ключевка         | село    | 17        |
| 5 | Кутьино          | село    | ↘378      |
| 6 | Леляевка         | село    | ↘370      |
| 7 | Малые Озёрки     | село    | ↘329      |
| 8 | Меркуловский     | посёлок | 56        |
| 9 | Скат             | посёлок | 36        |